# Anartia conjuncta
Anartia conjuncta är en fjärilsart som beskrevs av Jose Francisco Zikán 1937. Anartia conjuncta ingår i släktet Anartia och familjen praktfjärilar. Inga underarter finns listade i Catalogue of Life.